# Métamatériaux acoustiques
 (7 février 2016).
Les métamatériaux acoustiques sont des matériaux artificiels développés pour contrôler et manipuler les ondes acoustiques pouvant se propager dans des gaz, des liquides ou des solides. Initialement, ce domaine d'étude provient de la recherche de matériaux à indice de réfraction négatifs.
Le contrôle des différentes formes d'ondes acoustiques ainsi générées est principalement réalisé grâce au contrôle du module d'élasticité β, de la densité ρ, ou de la chiralité électromagnétique (en). La densité et le module d'élasticité correspondent, dans le domaine de l'électromagnétisme, à la permittivité et à la perméabilité pour des matériaux à index négatifs. De plus, si l'on prend en compte le fait que l'onde se propage dans un réseau et que le matériau en question a une masse et donc une certaine élasticité, ceci forme un système résonant. Ainsi cette résonance mécanique peut être excitée par des fréquences précises, comme des pulses aux fréquences audibles.

## Historique
Les métamatériaux acoustiques se sont développés à la suite des résultats obtenus sur les métamatériaux en général. Ceux-ci ont été imaginés dès 1967 par Victor Veselago mais réalisés pour la première fois seulement 33 ans plus tard. C'est à la fin des années 1990 que John Pendry produit les éléments de base de son métamatériau. Il les assemble pour réaliser dans les années 2000 et 2001 un matériau à indice de réfraction négatif, permettant donc une réfraction négative et permettant des comportements mécaniques ou optiques nouveaux. La recherche dans les métamatériaux acoustiques porte donc sur les réponses qu'ont de tels matériaux à des ondes acoustiques.
Les premières expériences utilisant des métamatériaux commencèrent en 2000 avec la fabrication de cristaux soniques dans des liquides.  Ensuite vint l'idée de transposer le comportement d'un  résonateur "split-ring" (anneau brisé) aux métamatériaux acoustiques. On produisit ainsi un milieu avec un module d'élasticité effective  βeff et une densité effective ρeff négatifs. Par la suite, un groupe de chercheurs présentèrent les résultats d'une expérience faite sur une lentille ultrasonique focalisant à 60 kHz.
Les premières études portant sur l'acoustique appliquée aux technologies, appelée acoustique industrielle, essayaient de réduire les sons indésirés, de contrôler ce son, pour l'utiliser dans les diagnostics médicaux (échographie), les sonars et les enregistrements sonores ou encore pour mesurer d'autres propriétés physiques. Or, en modifiant l'indice de réfraction de métamatériaux acoustiques, il est possible de modifier la direction du son dans ce milieu. Il est alors possible d'améliorer les technologies acoustiques déjà existantes, voire d'en créer de nouvelles comme les milieux permettant de cacher certains objets des ondes acoustiques.

## Analyse et expérience

### Cristaux soniques
Dans les années 2000, les recherches sur les cristaux soniques de Liu et al. ouvrent la voie aux métamatériaux acoustiques. Ces cristaux soniques ont un spectre présentant des bandes interdites alors même que leur maille est plus petite de deux ordres de grandeur que la longueur d'onde du son dans ce milieu. Ces bandes interdites empêchent donc la transmission d'ondes à certaines fréquences. Or ces fréquences peuvent être réglées en jouant sur la taille et la géométrie du métamatériau.
Le matériau réalisé est constitué de sphères en plomb de haute densité d'un centimètre de diamètre, enveloppées d'une couche de 2.5 mm de silicone. Le tout forme un cube de 8 sphères de côté (8x8x8) et est figé dans de l'époxy. En mesurant la transmission pour des fréquences allant de 250 à 1600 Hz, une diminution de l'amplitude fut observée à 400 et 1100 Hz,.
L'amplitude de l'onde incidente (en entrée du cristal) fut alors comparée à l'amplitude de l'onde au centre du métamatériau. Les résultats permirent alors cette interprétation : les oscillations des sphères absorbent l'énergie sonique, créant ainsi la bande interdite; l'énergie sonique étant absorbée exponentiellement lorsque l'épaisseur du matériau augmente. On obtient donc un module d'élasticité négatif créé par les fréquences de résonance du matériau. On peut imaginer comme application à ce phénomène (dans un système élastique et pour une gamme de fréquence plus large) la réflexion des ondes sismiques et ultrasonores,.

### Cristaux phononiques
Un cristal phononique est une structure périodique composée de matériaux de propriétés élastiques distinctes, conçue pour modifier la propagation des ondes acoustiques de la même manière qu'un potentiel périodique dans un cristal semiconducteur affecte le déplacement des électrons en créant des bandes d'énergie autorisées et interdites. L'absence de modes propagatifs des ondes acoustiques dans de telles structures, dans une plage de longueurs d'onde donnée est alors qualifiée de bande interdite (band gap en anglais).
La propagation du son dans ces structures élastiques périodiques a lieu par l'intermédiaire d'ondes évanescentes, et récemment (2002), il a été prouvé que le mécanisme par lequel les ondes traversent ces structures est analogue à celui de l'effet tunnel.
Pour la fréquence correspondant à la bande interdite, on observe une atténuation d'une onde plane incidente. Cette atténuation est d'autant plus prononcée que l'épaisseur de la structure périodique est importante. La décroissance de l'intensité acoustique dans un tel milieu est exponentielle en fonction de la profondeur de pénétration de l'onde.
La bande interdite peut donc être caractérisée par l'atténuation introduite, mais également par son effet sur la phase de l'onde incidente. En effet, dans le gap, il est possible d'observer une inversion de la pente de la vitesse de phase fonction de la fréquence. Cela est caractéristique d'une dispersion anormale.
Enfin, il est possible de montrer que le temps de groupe à la traversée de l'échantillon de cristal phononique tend vers une valeur constante quelle que soit l'épaisseur de l'échantillon, et donc que la vitesse de groupe augmente linéairement avec l'épaisseur : il s'agit de l'effet Hartman.